# Trichinium drummondii
Trichinium drummondii är en amarantväxtart som beskrevs av Horace Bénédict Alfred Moquin-Tandon. Trichinium drummondii ingår i släktet Trichinium och familjen amarantväxter. Inga underarter finns listade i Catalogue of Life.